# Bitwa pod Dolními Věstonicami
Bitwa pod Dolními Věstonicami – starcie zbrojne w pierwszej fazie wojny trzydziestoletniej. Miało miejsce 5 sierpnia 1619 r. w pobliżu wsi Dolní Věstonice na Morawach. Zwyciężyli w niej protestanccy powstańcy czescy. Starły się w niej oddziały cesarskie pod wodzą Dampierre’a z morawskimi pod dowództwem Fridricha z Tiefenbachu i Władysława Velena z Žerotína, którzy zostali wysłani, aby zagrodzić drogę cesarskim.

## Przed bitwą
Po klęsce Mansfelda pod Záblatí Dampierre odłączył się od armii Bucquoya, aby spustoszyć Morawy, które niby zachowały neutralność, ale po cichu sprzyjały stanom czeskim. Dampierre dysponował 8000 ludzi łącznie z oddziałami Wallensteina i Maksymiliana Liechtensteina. Początkowo zajął Mikulov, a później pociągnął na północ paląc i rabując wszystko po drodze.

## Przebieg bitwy
Wojska cesarskie maszerowały na północ, natomiast z Dolních Věstonic wymaszerował oddział Fridricha z Tiefenbachu, który przeszedł za Dyję, aby zburzyć most na rzece. Dampierre przeprawił się brodem 5 sierpnia 1619 r. i starł się z jazdą Tiefenbacha (3600 kawalerzystów) i Žerotína (1300 kawalerzystów). Czterokrotnie doszło do starć. Chociaż Morawianie byli słabsi, to dzięki agresywnej taktyce zadali duże straty nieprzyjacielowi. Ponadto Tiefenbach ukrył część ludzi w zasadzce. Po wyczerpaniu amunicji Dampierre ustąpił pola i wycofał się do posiadłości Karola Liechtensteina w Lednicach.

## Po bitwie
Porażka Dampierre’a dodała ducha czeskim i morawskim protestantom, ale nie miała wielkiego wpływu na dalszy przebieg działań wojennych. Sam Dampierre nie stracił ducha. 29 sierpnia splądrował okolice Brzecławia, Bílovic nad Svitavou i Vlasatic. Protestanci obawiali się ataku na większe miasta Brno, w tym na twierdzę Špilberk. W międzyczasie Bucquoy wycofał się z Czeskich Budziejowic do Austrii, a później również pomaszerował na północ i spotkał się z Dampierreem 18 października pod Brzecławiem.
Temu zagrożeniu zaradził Henryk Maciej Thurn, który pomaszerował na Wiedeń oraz książę Siedmiogrodu Gábor Bethlen, który uderzył na Austrię. To spowodowało wycofanie się wojsk Bucquoya i Dampierre’a. Z kolei dywersja lisowczyków, zmusiła do odwrotu spod Wiednia wojska siedmiogrodzkie.